# اندیس کل هدست
کل هدست یک اندیس فلزی است که در حوالی شهر چانف استان سیستان و بلوچستان قرار دارد و مادهٔ معدنی موجود در آن، منگنز است.سنگ میزبان این اندیس سنگهای ولکانیکی بازالتی اپیدوتی و کربناتی است و دیرینگی آن به دوران کرتاسه می‌رسد. 